# Izawa Atsushi
Izawa Atsushi (井澤 惇 Izawa Atsushi, sinh ngày 23 tháng 7 năm 1989 ở Nerima, Tokyo) là một cầu thủ bóng đá người Nhật Bản thi đấu cho Tochigi Uva FC.

## Thống kê câu lạc bộ
Cập nhật đến ngày 23 tháng 2 năm 2018.
| Thành tích câu lạc bộ | Thành tích câu lạc bộ | Thành tích câu lạc bộ | Giải vô địch | Giải vô địch | Cúp                   | Cúp                   | Cúp Liên đoàn | Cúp Liên đoàn | Tổng cộng | Tổng cộng |
| Mùa giải              | Câu lạc bộ            | Giải vô địch          | Số trận      | Bàn thắng    | Số trận               | Bàn thắng             | Số trận       | Bàn thắng     | Số trận   | Bàn thắng |
| Nhật Bản              | Nhật Bản              | Nhật Bản              | Giải vô địch | Giải vô địch | Cúp Hoàng đế Nhật Bản | Cúp Hoàng đế Nhật Bản | J. League Cup | J. League Cup | Tổng cộng | Tổng cộng |
| --------------------- | --------------------- | --------------------- | ------------ | ------------ | --------------------- | --------------------- | ------------- | ------------- | --------- | --------- |
| 2008                  | Ventforet Kofu        | J2 League             | 1            | 0            | 0                     | 0                     | -             | -             | 1         | 0         |
| 2009                  | Ventforet Kofu        | J2 League             | 8            | 2            | 2                     | 0                     | -             | -             | 10        | 2         |
| 2010                  | Ventforet Kofu        | J2 League             | 0            | 0            | 1                     | 0                     | -             | -             | 1         | 0         |
| 2011                  | Ventforet Kofu        | J1 League             | 14           | 2            | 1                     | 0                     | 0             | 0             | 15        | 2         |
| 2012                  | Ventforet Kofu        | J2 League             | 31           | 2            | 1                     | 0                     | –             | –             | 32        | 2         |
| 2013                  | Ventforet Kofu        | J1 League             | 10           | 0            | 0                     | 0                     | 5             | 0             | 15        | 0         |
| 2014                  | Kataller Toyama       | J2 League             | 14           | 0            | 0                     | 0                     | –             | –             | 14        | 0         |
| 2015                  | Tokushima Vortis      | J2 League             | 7            | 0            | 0                     | 0                     | –             | –             | 7         | 0         |
| 2016                  | Tokushima Vortis      | J2 League             | 4            | 0            | 3                     | 0                     | –             | –             | 7         | 0         |
| 2017                  | Tokushima Vortis      | J2 League             | 5            | 0            | 1                     | 0                     | –             | –             | 6         | 0         |
| Tổng                  | Tổng                  | Tổng                  | 94           | 6            | 9                     | 0                     | 5             | 0             | 108       | 6         |